# Zoster (indumentaria)

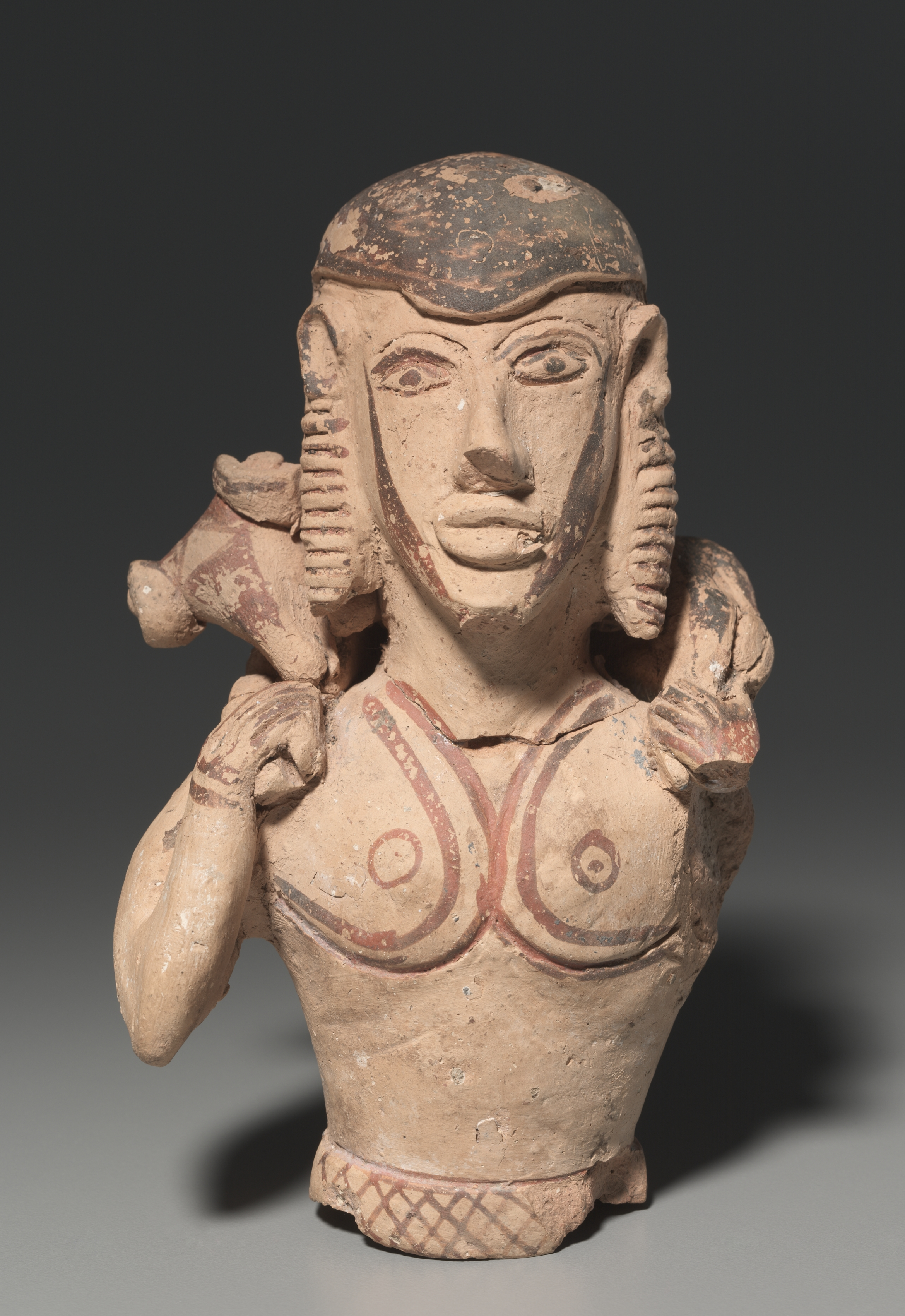
Zoster

Un zoster (ζωστήρ) era una forma de faja o cinturón que llevaban los hombres y quizás más tarde las mujeres en la antigua Grecia, desde la Época Arcaica (c. 750- c. 500 a. C.) hasta el periodo helenístico (323-30 a. C.).
La palabra la menciona Homero, y parece referirse al cinturón de cuero de un guerrero, posiblemente cubierto de placas de bronce. Referencias posteriores en los periodos arcaico tardío y clásico temprano, muestran que se usaba como cinturón o faja de tela con ropa de hombre, especialmente con el quitón más corto.
En la época helenística, se había convertido en sinónimo de «zona» y se utilizaba tanto para la ropa de mujer como para la de hombre.
El zoster también se usaba y sigue siendo usado por los griegos cuando se visten con trajes tradicionales (ropa regional).